# Канал Брюссель — Шельда
Кана́л Брюссе́ль — Ше́льда (фр. Canal maritime de Bruxelles à l'Escaut, нидерл. Zeekanaal Brussel-Schelde) — канал в Бельгии.

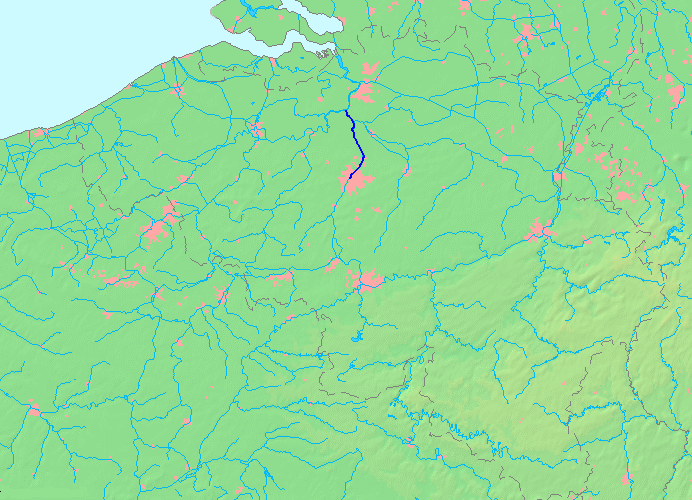
Брюссель — Шельда

Канал был построен для соединения водного пути из столицы страны с бассейном Шельды и выхода в Атлантический океан. Канал Брюссель-Шельда соединяет реки Сенна и Рюпел. Средняя ширина канала — 30 м, глубина — 2 м. Канал был построен в 1550—1561 гг, но неоднократно реконструировался, последний раз — в 1997 году.